# Coonskin
Pour plus de détails, voir Fiche technique et Distribution.
Coonskin est un long métrage d'animation américain réalisé par Ralph Bakshi et sorti en 1975. Le film suit un lapin, un renard et un ours afro-américains qui font leur chemin dans les milieux du crime à Harlem où ils ont maille à partir avec des policiers corrompus, des arnaqueurs et la Mafia. Le film mêle des éléments de dessin animé et des prises de vue réelles. Coonskin contient de nombreuses références à la culture afro-américaine, les Contes de l'oncle Rémus, ainsi qu'une violente charge satirique contre les stéréotypes racistes, la blaxploitation, et des films comme Mélodie du Sud ou Le Parrain.

## Synopsis
L'action se déroule aux États-Unis dans les années 1970. Frère Lapin, Frère Ours et le Prêtre Renard quittent le Sud pour venir s'installer à Harlem.

## Fiche technique
- Titre : Coonskin
- Réalisation : Ralph Bakshi
- Scénariste : Ralph Bakshi
- Musique originale : Chico Hamilton
- Image : William A. Fraker
- Montage : Donald W. Ernst
- Sociétés de production : Albert S. Ruddy Productions, Bakshi Productions, Paramount Pictures
- Société de distribution : Bryanston Distributing  (États-Unis, sortie en salles)
- Pays de production :  États-Unis
- Langue : anglais américain
- Durée : 100 minutes
- Format : 1,37:1, couleur
- Son : stéréo
- Date de sortie : États-Unis : 20 août 1975

## Distribution
- Philip Michael Thomas : Randy / Frère Lapin
- Barry White : Sampson / Frère Ours
- Charles Gordone : Pasteur / Prêtre Renard
- Scatman Crothers : Pappy / Le vieux Bane / Voix additionnelles
- Danny Rees : le clown
- Buddy Douglas : Refree
- Jim Moore : le mime